# プカテイン
プカテイン(Pukateine)は、ニュージーランドの樹木であるプカテア(Laurelia novae-zelandiae)の樹皮に存在するアルカロイドである。プカテアの抽出物は、マオリ族の薬草療法で鎮痛剤として用いられている。プカテインの構造や活性が、中国の本草学で鎮痛剤として用いられるグラウシンやテトラヒドロパルマチン等のアルカロイドと似ていることから、プカテインが活性物質だと考えられている。プカテインは様々な作用メカニズムを持つが、最も顕著な作用は、D2ドーパミン受容体のアゴニスト、α1アドレナリン受容体のアンタゴニストとなることである。
バーナード・アストンはこの化合物の物理的、化学的研究を行い、1909年5月11日にニュージーランド王立協会で論文を発表した。